# Soukka
La soukka (ou soucca, hébreu : סוכה, « cabane », « hutte »), est un instrument de culte juif, lieu de résidence temporaire construit spécifiquement pour la fête de Souccot, et symbole central de cette fête avec les quatre espèces.

## Qui doit se trouver sous la soukka?

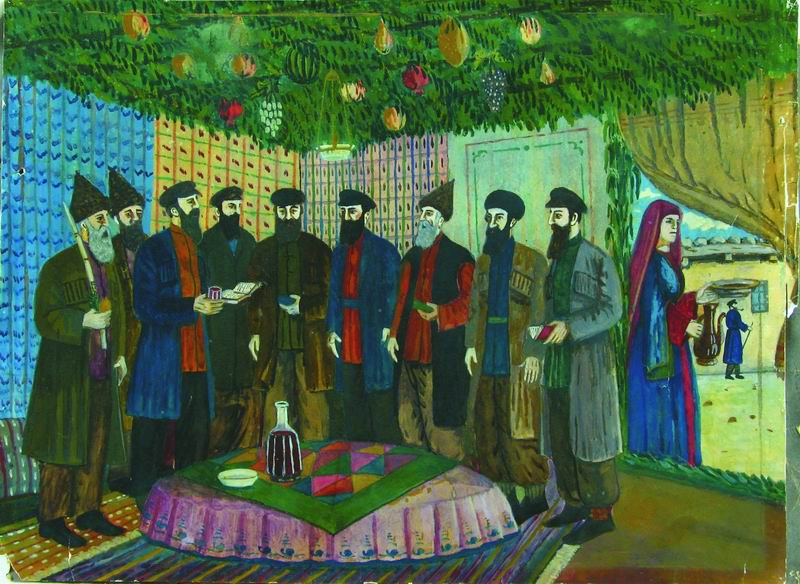
Célébration de la Souccot, Shalom Koboshvili, Géorgie, entre 1937 et 1941.

Selon la Torah, les hommes (est considéré homme dans la tradition rabbinique tout mâle de plus de 13 ans) doivent leishev (לישב, qui peut signifier « s'asseoir » ou « siéger ») dans une soukka durant l'entièreté de la période sainte. Les femmes et les filles sont exemptées de cette prescription (mitzvah), bien qu'elle ne leur soit pas interdite si elles souhaitent l'accomplir.
Dans les communautés ashkénazes et marocaines, on prononce une bénédiction spéciale avant de manger d'un pain ou d'une pâte dans la soukka : « Béni sois-Tu, Seigneur notre Dieu, Roi du monde, Qui nous a sanctifiés par Ses prescriptions et nous a commandé de nous asseoir dans la soukka. »

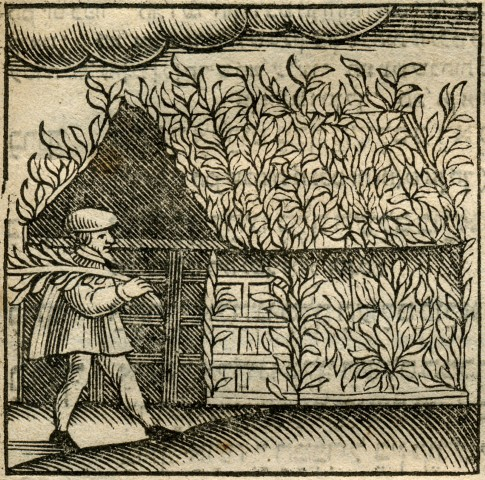
Une gravure sur bois de Soukkot, 1662. Avec l'autorisation de la Bibliothèque Nationale d'Israël

Dans le judaïsme traditionaliste, la mitzvah de leishev incombe à tout Juif ayant atteint la majorité religieuse, filles comme garçons.

## Structure
Selon la Halakha, la soukkah est une structure constituée de 2 ½, 3, ou 4 murs, et d'un toit en matériaux organiques qui ont été déconnectés du sol (le s'khakh (héb. סכך), cf. infra). Elle doit avoir au moins 1 mètre de haut, et son toit doit donner au moins en partie sur le ciel (seule la partie donnant sur le ciel est conforme aux prescriptions religieuses.) Une soukkah peut être construite sur le sol, sur un porche ouvert ou un balcon, ce qui soulève des questions juridiques lorsque cela a lieu dans une copropriété (liberté de religion versus règlement de copropriété). Des soukkot « portables » ont été inventées pour ceux qui ne possèdent pas la place suffisante, ou sont en voyage, afin de pouvoir y consommer leurs repas.

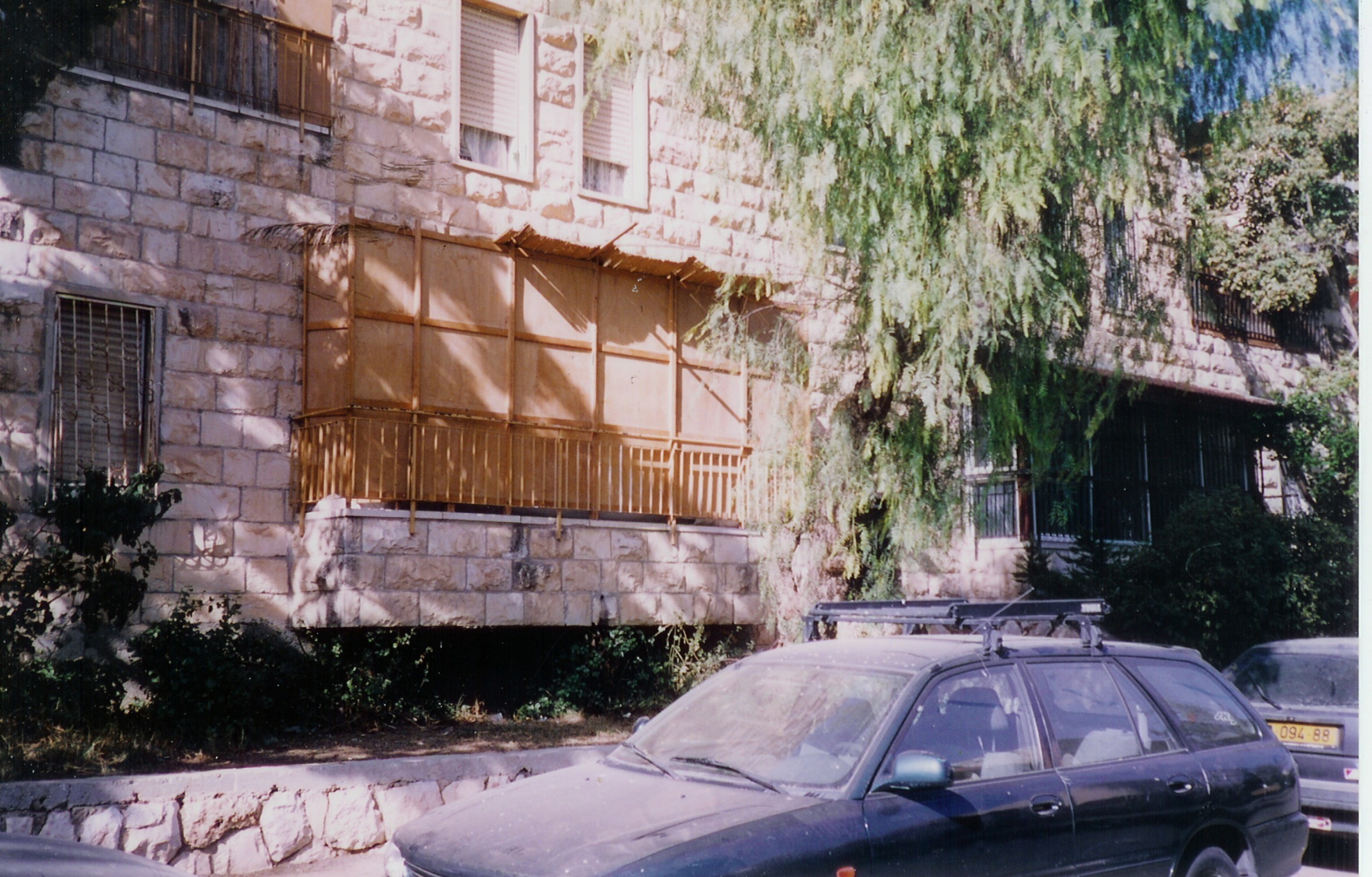
Une soukka sur un balcon à Jérusalem.

En pratique, les murs d'une soukka peuvent être construits avec n'importe quoi, depuis le bois à l'aluminium, et le toit en branches de pin, de palmier ou de bambou. Les murs peuvent aussi faire partie d'une maison ou d'un grillage. Les détails de ce qui constitue un mur, sa longueur, si des espaces peuvent ou non être ménagés, les murs et le toit, le matériel dans lequel le s'khakh doit être fait, peuvent être trouvés dans divers textes d'exégèse.

### S'khakh
Le s'khakh désigne en hébreu le matériel, obligatoirement issu du sol, dans lequel est fabriqué le toit de la soukka. Le s'khakh, bien qu'issu du sol, doit en être déconnecté. Des feuilles de palmier, des bâtons de bambou, des branches de pin, en résumé tout matériel organique peut être utilisé pour le s'khakh, à moins d'avoir été fabriqué pour un usage différent.

### Décorations

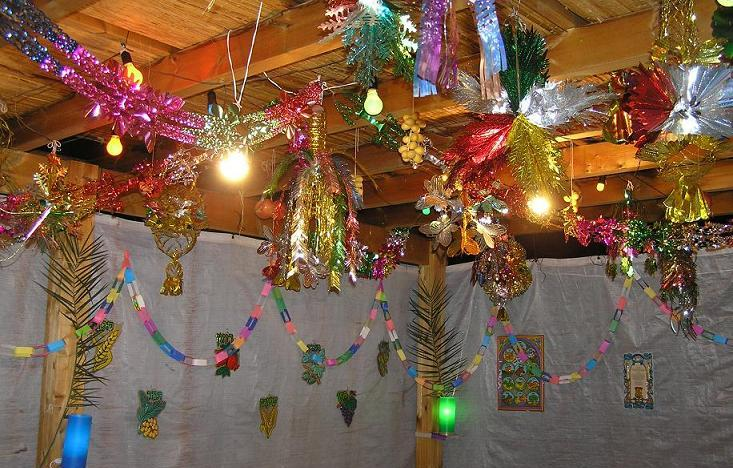
Intérieur d'une soukka moderne, avec des décorations suspendues au toit.

Bien que ce ne soit pas une prescription directe, il était d'usage de suspendre à la soukka des fruits, afin de l'embellir, tout en soulignant son caractère « agricole ». De nos jours, d'autres décorations, comme des serpentins, des papiers brillants, etc., sont utilisés, ainsi que des dessins et/ou des photos sur les parois.
Certaines familles recouvriront les murs intérieurs de draps blancs, afin d'émuler les « nuées de gloire » qui entouraient les Israélites durant leur traversée du désert.
Les adeptes du mouvement HaBaD ont par contre pour coutume de ne pas décorer leurs soukkot, celles-ci étant par elles-mêmes considérées comme un objet de beauté.

### Que fait-on dans lasoukka?

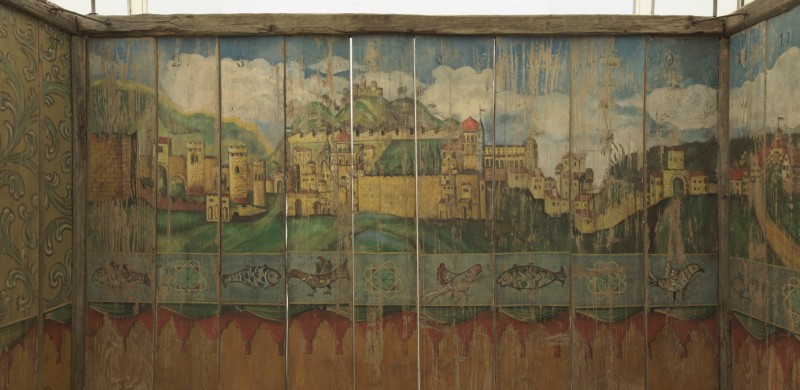
Soukka, fin XIXe siècle, Autriche ou Allemagne ; bois résineux peint, des éléments métalliques, des fenêtres en verre, musée d'Art et d'Histoire du judaïsme.

En Israël et dans les climats tempérés, les Juifs pratiquants peuvent aisément réaliser toutes leurs activités dans la soukka comme manger, étudier, voire dormir. Beaucoup de Juifs s'abstiendront de consommer quoi que ce soit en dehors de la soukka, à l'exception d'eau et de fruits. En Israël, il est de pratique courante de trouver dans les hôtels, restaurants, snacks, et même les attractions touristiques (comme le jardin zoologique) des soukkot aimablement fournies aux clients.
Sur la directive de leur rebbe, les Hassidim Loubavitch diffèrent des autres Juifs orthodoxes, en ce qu'ils ne dorment pas dans la soukka, afin de ne pas souiller sa sainteté intrinsèque.
Dans les climats froids, l'observance absolue des prescriptions, comme dormir dans la soukka, est pratiquement impossible. Bien que la Torah prescrive d'habiter dans des cabanes construites de feuillages et de bois, en signe de confiance en Dieu et d'indifférence au confort matériel, la Halakha préconise de prendre les repas dans la soukka, mais de n'y passer plus de temps que si le climat le permet, afin de ne porter atteinte ni à la santé des autres ou de soi, ni à l'esprit de joie et de fête qui doit présider pendant cette semaine. Les Juifs retournent donc chez eux pour dormir.
Bien qu'il ne soit pas obligatoire de manger dans une soukka lorsqu'il pleut, les hassidim Loubavitch y prendront leurs repas par n'importe quel temps.